# Ardnamurchan Point

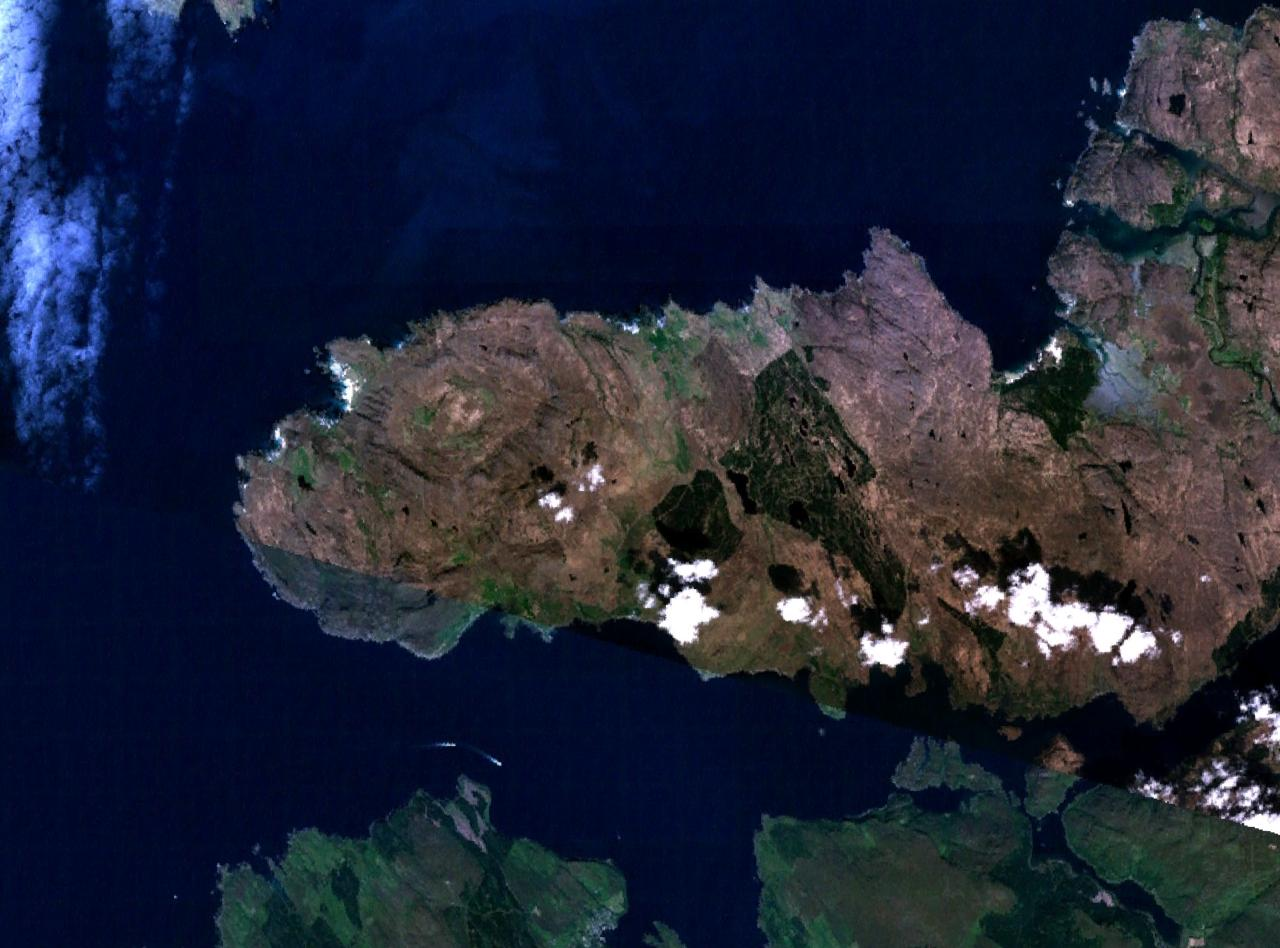
Foto satellitare della penisola di Ardnamurchan con Ardnamurchan Point

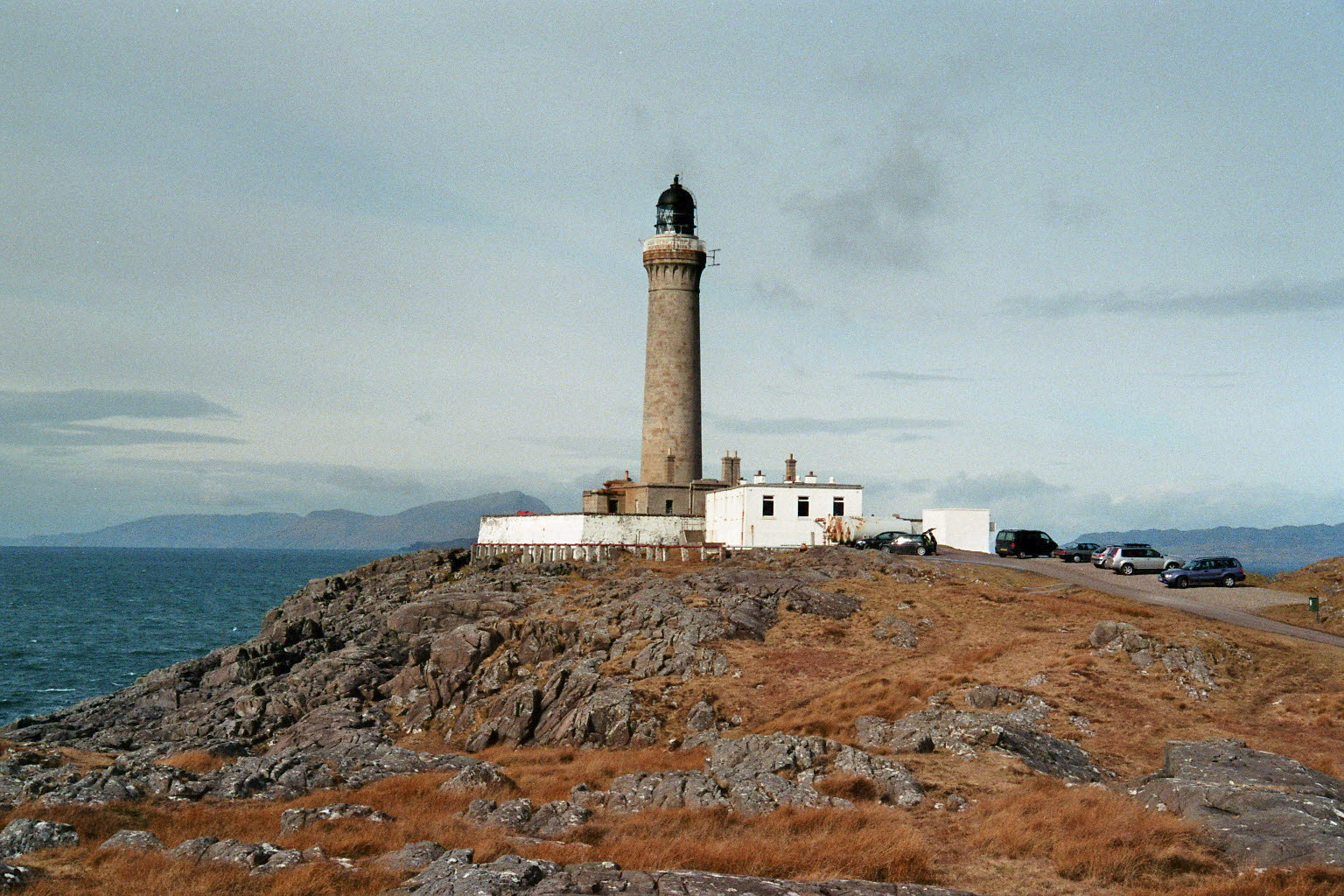
Il faro di Ardnamurchan

Ardnamurchan Point (in gaelico scozzese: Rubha Aird nam Murchan) è un promontorio sull'Oceano Atlantico della Scozia nord-occidentale, situato nella penisola di Ardnamurchan, nel distretto storico di Lochaber (Highland) e che, trovandosi a 6°13'34" di longitudine ovest, viene comunemente considerato come il punto più occidentale della Gran Bretagna, isole escluse (sebbene questo record spetti in realtà ad un altro promontorio della penisola di Ardnamurchan, ovvero Corrachadh Mòr).

## Etimologia
Il nome in gaelico del promontorio significa forse "promontorio delle foche" o "promontorio delle lontre".

## Geografia

### Collocazione
Ardnamurchan Point si trova ad ovest della località di Achosnich e a nord-ovest di Kilchoan.

## Edifici d'interesse

### Faro di Ardnamurchan
Sul promontorio si trova il Faro di Ardnamurchan, costruito nel 1849 per conto della famiglia Stevenson utilizzando delle pietre in granito provenienti dall'isola di Mull. È famoso per essere l'unico faro al mondo costruito in stile egiziano.

Al suo interno il faro ospita la Head Keeper House.